# 53rd and 3rd (label)
53rd & 3rd est un label de musique britannique indépendant fondé en 1985 par le musicien écossais Stephen Pastel, le leader du groupe The Pastels. Le nom du label est une référence à une chanson du même nom des Ramones.
Ce label indépendant est associé à la C86 sur laquelle les Shop Assistants figuraient. Les groupes produits par le label appartenaient au style de musique appelé « noisy pop » et à sa variante pop.
Le premier disque, portant le numéro de matricule AGARR 1 (pour « As good as Ramones' records », aussi bien que les disques des Ramones) de 53rd & 3rd fut un 45 tours des Shop Assistants, « Safety Net », enregistré en octobre 1985.

## Groupes présents sur 53rd & 3rd
Peu nombreux, ce sont essentiellement des groupes écossais.
- Shop Assistants
- Talulah Gosh
- The Boy Hairdressers dont certains membres fonderont Teenage Fanclub.
- The Vaselines
- B.M.X. Bandits
- Beat Happening
- Groovy Little Numbers